# Hovsångare

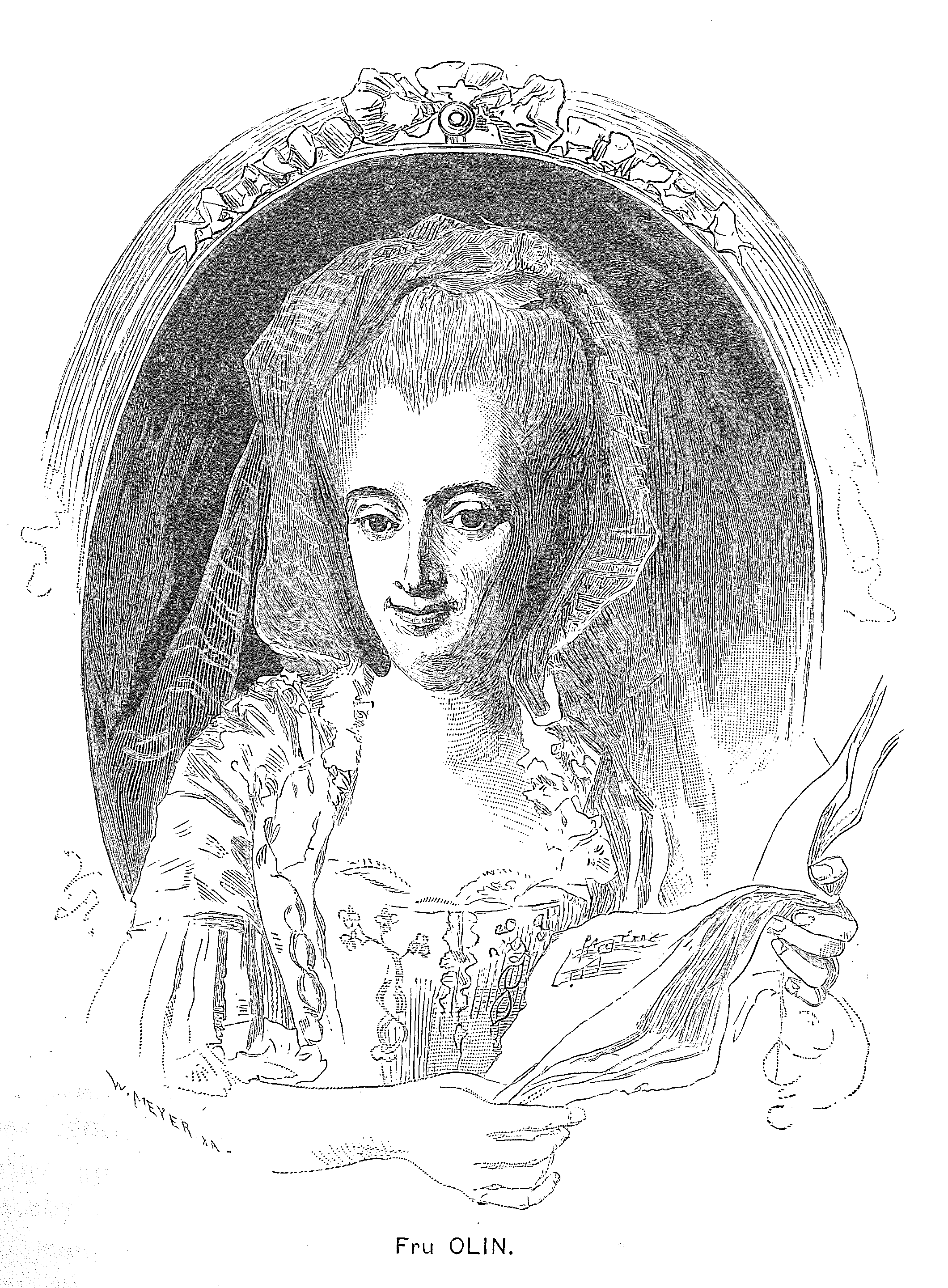
Elisabeth Olin, hovsångare 1773.

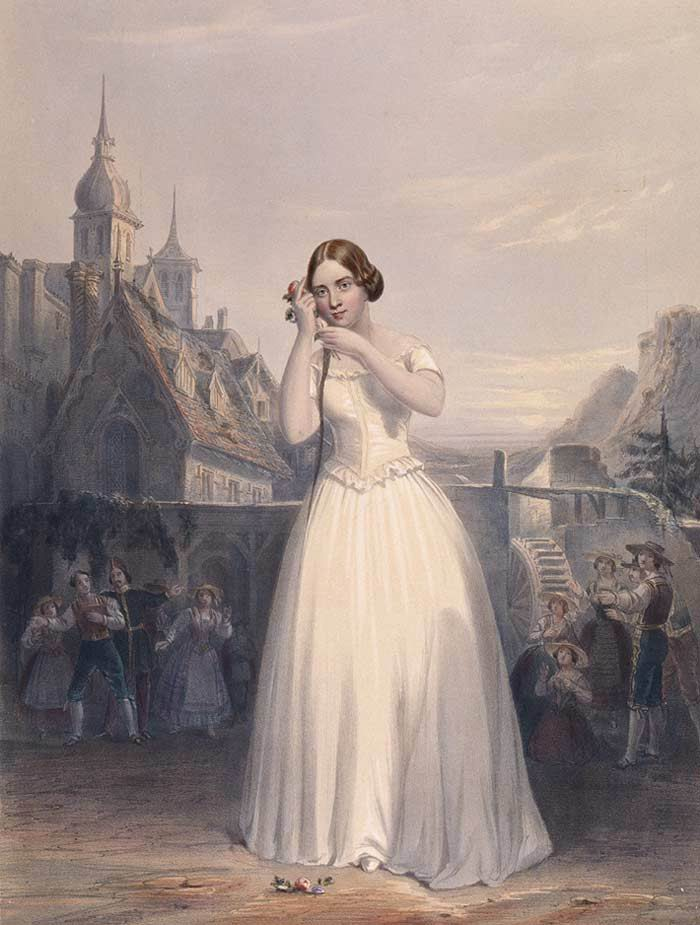
Jenny Lind, här i Sömngångerskan, hovsångare 1840.

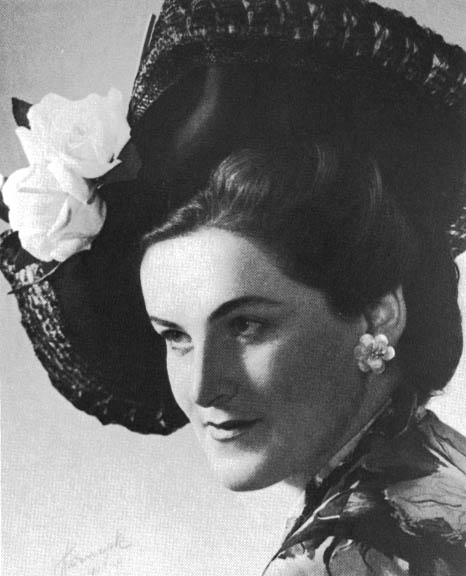
Birgit Nilsson, hovsångare 1954.

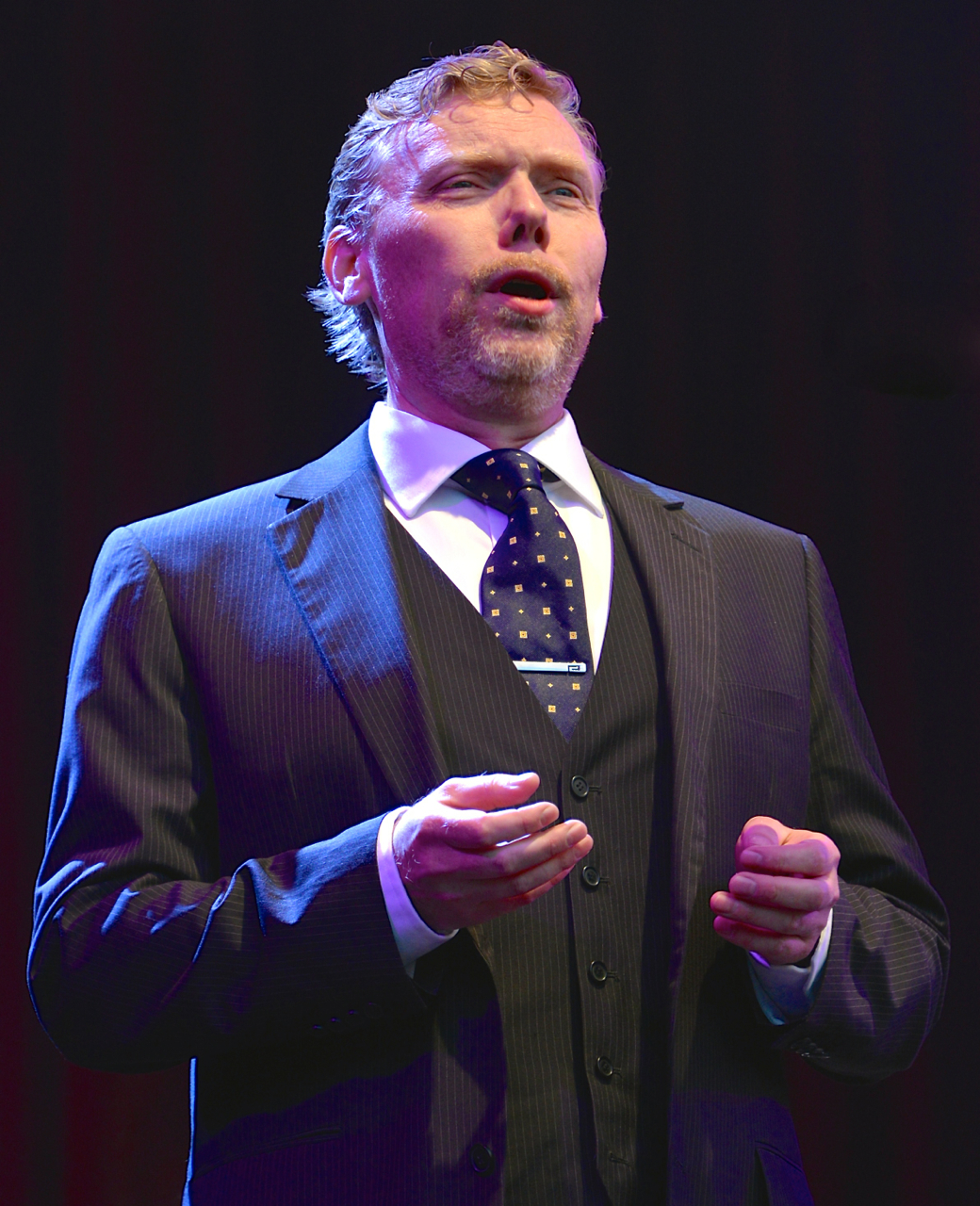
Karl-Magnus Fredriksson, hovsångare 2004.

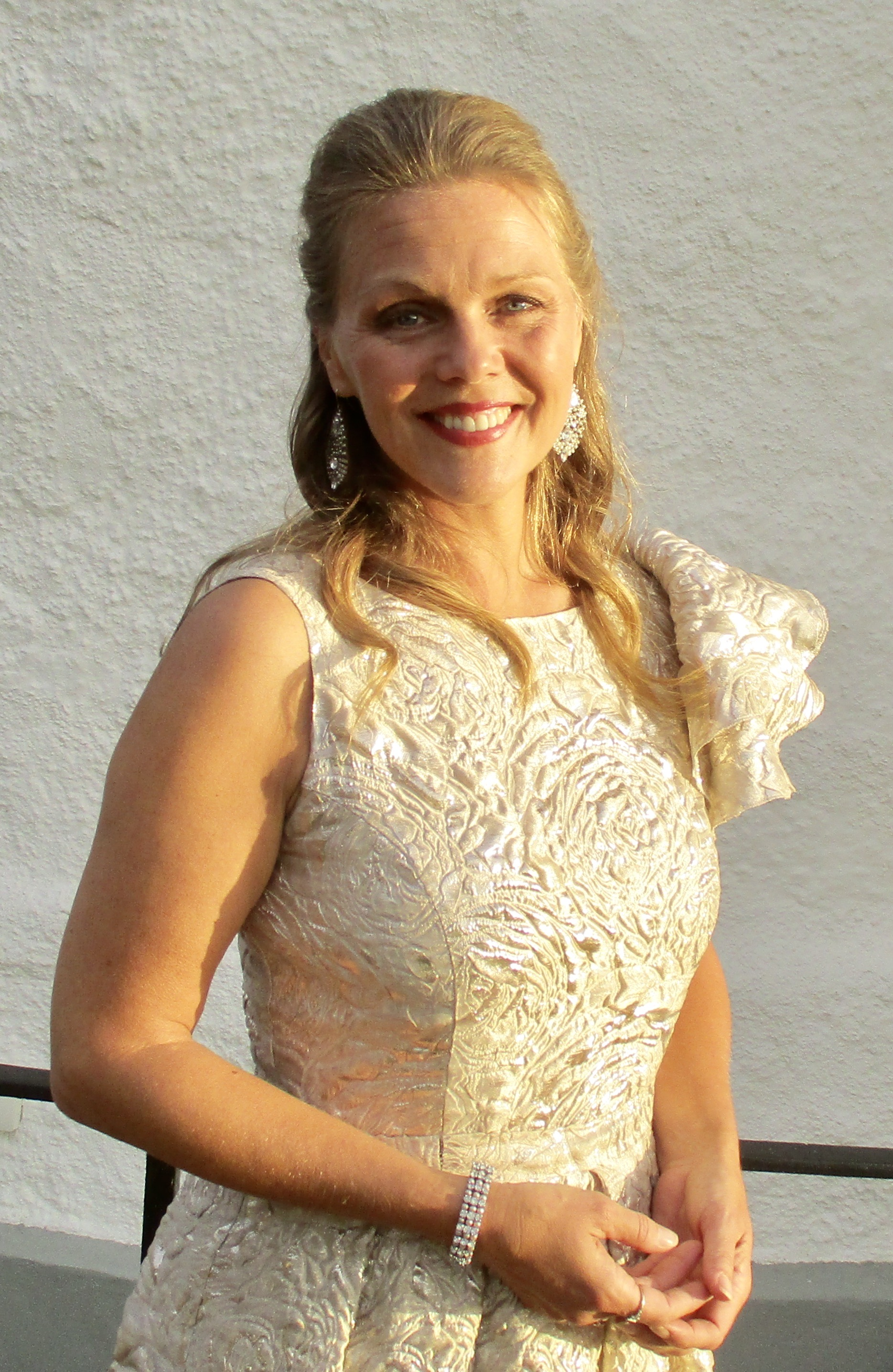
Miah Persson, hovsångerska 2011.

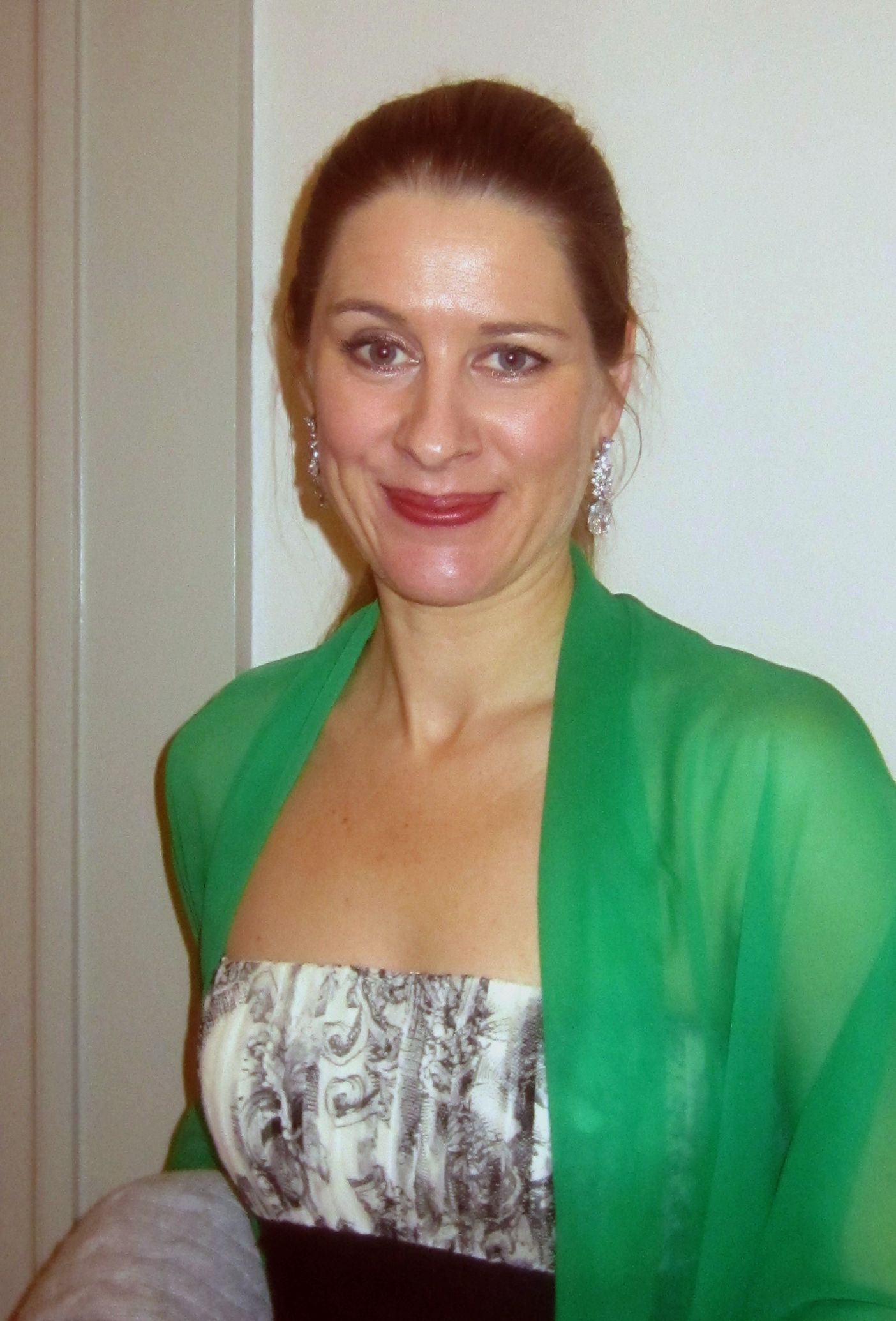
Malin Byström, hovsångerska 2018.

Hovsångare eller hovsångerska är i Sverige en hederstitel instiftad av Gustav III som fortfarande delas ut av den svenske kungen till sångare, företrädesvis vid Kungliga Operan. I början fanns även titeln förste hovsångare, men den avskaffades senare. De först utnämnda hovsångarna var Lovisa Augusti, Elisabeth Olin och Carl Stenborg 1773. Detta även om titeln sporadiskt användes redan om Anne Chabanceau de La Barre 1653 och framåt, då alla sångare anställda vid hovet titulerades hovsångare. Hovsångarna före 1773 räknas dock inte in här. 
Hovsångare i Sverige motsvaras i Danmark, Tyskland och Österrike av titeln kammarsångare. Tidigare förväntades en hovsångare ställa upp närhelst kungen så önskade. Idag är det en hederstitel och varje nyutnämnd sångare blir inbjuden till en kungamiddag.

## Utnämningar

### 1700-talet
- 1773 Lovisa Augusti, Elisabeth Olin, Carl Stenborg
- 1781 Caroline Müller
- 1787 Kristofer Kristian Karsten
- 1788 Franziska Stading

### 1800-talet
- 1815 Jeanette Wässelius
- 1831 Isak Albert Berg
- 1834 Mathilda Berwald
- 1837 Mathilda Gelhaar, Anna Sofia Sevelin, Henriette Widerberg
- 1840 Jenny Lind
- 1854 Louise Michaëli
- 1886 Mathilda Grabow

### 1900-talet
- 1906 Arvid Ödmann
- 1909 Signe Rappe-Welden, John Forsell
- 1911 Sigrid Arnoldson-Fischof
- 1923 Julia Claussen
- 1925 Nanny Larsén-Todsen
- 1928 Marianne Mörner
- 1929 Åke Wallgren, David Stockman
- 1933 Martin Öhman
- 1936 Karin Maria Branzell-Reinshagen, Gertrud Pålson-Wettergren
- 1940 Brita Hertzberg-Beyron
- 1941 Helga Görlin
- 1942 Irma Björck, Einar Beyron
- 1943 Hjördis Schymberg, Joel Berglund
- 1944 Jussi Björling, Kerstin Thorborg
- 1946 Set Svanholm, Sigurd Björling
- 1952 Leon Björker, Torsten Ralf
- 1954 Birgit Nilsson
- 1959 Elisabeth Söderström-Olow
- 1963 Kerstin Meyer-Bexelius
- 1965 Nicolai Gedda
- 1966 Margareta Hallin, Erik Saedén
- 1968 Barbro Ericson-Hederén
- 1972 Alice Babs Sjöblom
- 1973 Ingvar Wixell, Birgit Nordin-Arvidson, Carl-Axel Hallgren
- 1976 Ragnar Ulfung, Edith Thallaug, Berit Lindholm
- 1978 Arne Tyrén
- 1983 Sylvia Lindenstrand, Bengt Rundgren
- 1985 Håkan Hagegård, Laila Andersson-Palme
- 1988 Britt Marie Aruhn, Elisabeth Erikson, Gösta Winbergh
- 1990 MariAnne Häggander, Björn Asker
- 1992 Jerker Arvidson, Anita Soldh
- 1994 Siv Wennberg
- 1995 Anne Sofie von Otter, Birgitta Svendén
- 1999 Lena Nordin

### 2000-talet
- 2000 Katarina Dalayman, Ingrid Tobiasson
- 2002 Helena Döse
- 2003 Loa Falkman
- 2004 Karl-Magnus Fredriksson, Peter Mattei
- 2006 Nina Stemme, Hillevi Martinpelto[1]
- 2011 Anna Larsson, Malena Ernman, Miah Persson[a]
- 2013 Elin Rombo, Michael Weinius[3]
- 2018 Malin Byström, Katarina Karnéus, Daniel Johansson.[4]
- 2021 Ann Hallenberg, John Lundgren